# EXPLORE
『EXPLORE』（エクスプロア）は、 EXILE TAKAHIROの2枚目のオリジナルアルバム。2023年9月6日にrhythm zoneから発売された。

## 概要
前作『All-The-Time Memories』から約6年ぶりのアルバム。「3CD+3DVD」「3CD+3Blu-ray」「2CD」の3形態で発売。
CDには2018年から収録したオリジナル楽曲と、EXILEのカバーシリーズ”EXILE RESPECT”の楽曲を収録。
映像DISCには『EXILE TAKAHIRO LIVE TOUR “TAKAHIRO道の駅 2023” 〜Road to EXPLORE〜』の映像、ソロ活動10周年のドキュメント映像、ミュージック・ビデオを収録。

## 収録曲

### DISC-1（CD）
1. Spotlight 〜光の先へ〜
作詞：清木場俊介
作曲：EXILE ATSUSHI
編曲：SION
2. Unconditional
作詞：SUNNY BOY
作曲：Ryan Kim,SOFTSERVEBOY, SQVARE,Joris Daniel,Pablo Groove
3. YOU are ROCK STAR
作詞：TAKAHIRO
作曲：TAKAHIRO,木島靖夫
編曲：中野雄太
4. Last Night
作詞・作曲：TAKAHIRO
編曲：遠山哲朗
5. Message
作詞：TAKAHIRO
作曲：STAND ALONE,Carlos Okabe
編曲：STAND ALONE
6. THIS IS LOVE
作詞：小竹正人
作曲：Ryan Kim,Chris Lee,Joris Daniel,Daan Jansen,Brownboyz
7. Canaria
作詞：小竹正人
作曲：Erik Lidbom,Chris Hope,Andrew Choi
8. ウソナキ
作詞：TAKAHIRO
作曲：TAKAHIRO,木島靖夫
編曲：中野雄太
9. Happy Birthday
作詞：TAKAHIRO
作曲：TAKAHIRO,木島靖夫
編曲：木島靖夫
10. ON THE WAY〜愛の光〜
作詞：TAKAHIRO
作曲：TAKAHIRO,木島靖夫
編曲：TAKAHIRO,木島靖夫,庵原良司,小林岳五郎
11. 《Road to EXPLORE》
作曲・編曲：中野雄太
12. EXPLORE
作詞：TAKAHIRO
作曲：TAKAHIRO,木島靖夫
編曲：木島靖夫

### Disc-2（CD）EXILE RESPECT
1. 運命のヒト
作詞：EXILE ATSUSHI
作曲：山口寛雄
編曲：遠山哲朗
2. Everything
作詞：EXILE ATSUSHI
作曲：h-wonder
編曲：h-wonder
3. 優しい光
作詞：EXILE ATSUSHI
作曲：春川仁志
編曲：遠山哲朗
4. Lovers Again
作詞：松尾潔
作曲：Jin Nakamura
編曲：遠山哲朗
5. Ti Amo
作詞：松尾潔
作曲：Jin Nakamura, 松尾潔
編曲：遠山哲朗
6. I Believe
作詞：TAKAHIRO
作曲：浅田将明
編曲：中野雄太
7. Heavenly White
作詞：小竹正人
作曲：春川仁志
編曲：遠山哲朗
8. 羽1/2
作詞：清木場俊介
作曲：長岡成貢
編曲：遠山哲朗
9. もっと強く - From THE FIRST TAKE / EXILE TAKAHIRO×ハラミちゃん
作詞：EXILE ATSUSHI
作曲：華原大輔
10. Choo Choo TRAIN
作詞：佐藤ありす
作曲：中西圭三
編曲：華原大輔
11. 道
作詞：樫田正剛
作曲：miwa furuse
編曲：中野雄太

### DISC-3（CD）LIVE & Bonus Track
EXILE TAKAHIRO LIVE TOUR "TAKAHIRO 道の駅 2023" ～Road to EXPLORE～
1. PLACE (LIVE)
2. 三角のオーロラ〜青い春〜 (LIVE)
3. Canaria (LIVE)
4. with... 〜 抱きしめたい (LIVE)

Bonus Track
1. アガパンサス
2. Chance
3. STAY WITH ME

### DISC-4 （DVD / Blu-ray) Music Video
1. Last Night
2. YOU are ROCK STAR
3. ON THE WAY 〜愛の光〜
4. 運命のヒト
5. Heavenly White
6. EXILE TAKAHIRO - Lovers Again / THE FIRST TAKE
7. EXILE TAKAHIRO×ハラミちゃん - もっと強く / THE FIRST TAKE
8. 優しい光
9. I Believe
10. Unconditional

### DISC-5 （DVD / Blu-ray)
EXILE TAKAHIRO LIVE TOUR "TAKAHIRO 道の駅 2023" ～Road to EXPLORE～
1. Spotlight 〜光の先へ〜
2. Love Story
3. Choo Choo TRAIN
4. PLACE
5. 三角のオーロラ〜青い春〜
6. Canaria
7. Everything
8. Irish Blue
9. Happy Birthday
10. with...
11. 抱きしめたい
12. SUNSET KISS
13. 優しい光
14. Lovers Again
15. Ti Amo
16. もっと強く / EXILE TAKAHIRO×ハラミちゃん
17. Feelings
[ENCORE]
18. YOU are ROCK STAR
19. 道

### DISC-6（DVD / Blu-ray)
- EXILE TAKAHIRO Solo Work Documentary